# European Trophy 2013
European Trophy 2013 była czwartą edycją turnieju hokejowego rozgrywanego rokrocznie, a jeśli uwzględnić edycje Nordic Trophy (rozgrywany od 2006 roku) będzie to ósma edycja tego turnieju. Runda zasadnicza rozpocznie się 6 sierpnia 2013 roku, a zakończy 8 września 2013 roku. Runda play-off odbędzie się w dniach 19–22 grudnia 2013 roku w Berlinie.
Czwarta edycja różniła się jedynie miejscem rozegrania finału. Finałowe zawody odbędą się w O2 World Berlin i Wellblechpalast w Berlinie. Podobnie jak przed rokiem, zespoły zostały podzielone na cztery dywizje. Było to następstwo zmiany organizatora turnieju finałowego. Rozegranie zostanie 128 meczów fazy zasadniczej. W tym sezonie faza grupowa zakończy się w niespełna miesiąc, ponieważ organizatorzy doszli do wniosku, że nie warto przeciągać fazy grupowej przez cztery miesiące. W turnieju finałowym sześciu uczestników podzielonych zostało na dwie grupy po trzy zespoły z których zwycięzcy awansowali do meczu finałowego.
Mistrzem została fińska drużyna JYP, która w finale pokonała szwedzki Färjestad. Jest to ostatni sezon rozgrywek European Trophy. Od sezonu 2014/2015 w miejsce tych rozgrywek zajmie Hokejowa Liga Mistrzów.

## Runda zasadnicza
I etap rozgrywek odbędzie się w czterech dywizjach złożonych z ośmiu zespołów. W rozgrywkach grupowych drużyny grały systemem round rubin. Skład każdej z dywizji został ustalony według kryteriów geograficznych.
| Dywizja Zachodnia                                                                              | Dywizja Północna | Dywizja Południowa                                                                                          | Dywizja Wschodnia                                                                                       |
| ---------------------------------------------------------------------------------------------- | --- | --- | --- |
| - Adler Mannheim - ERC Ingolstadt - EV Zug - Frölunda - Färjestad - HIFK - Jokerit - ZSC Lions | - EC Red Bull Salzburg - Eisbären Berlin - Hamburg Freezers - HC Kometa Brno - HC Czeskie Budziejowice - HC Pilzno 1929 - Luleå - Kärpät | - Piráti Chomutov - Slovan Bratysława - Sparta Praga - HV71 - JYP - KalPa - Linköpings HC - Vienna Capitals | - Bílí tygři Liberec - Brynäs - Djurgården - HC Pardubice - Fribourg-Gottéron - SC Bern - Tappara - TPS |

Tabela
Lp. = lokata, M = liczba rozegranych spotkań, Pkt = Liczba zdobytych punktów, W = Wygrane, WpD = Wygrane po dogrywce lub karnych, PpD = Porażki po dogrywce lub karnych, P = Porażki, G+ = Gole strzelone, G- = Gole stracone, +/− = bilans bramek
     Drużyna awansowała do turnieju finałowego.
     Drużyna - gospodarz turnieju finałowego.
     Drużyna nie awansowała do turnieju finałowego.
| Dywizja Zachodnia  |                   |   |     |   |     |     |   |     |     |     |
| Lp.                | Zespół            | M | Pkt | W | WpD | PpD | P | G + | G – | +/− |
| 1                  | Färjestad         | 8 | 21  | 7 | 0   | 0   | 1 | 23  | 11  | +12 |
| 2                  | Frölunda          | 8 | 16  | 5 | 0   | 1   | 2 | 32  | 17  | +15 |
| 3                  | Jokerit           | 8 | 14  | 4 | 1   | 0   | 3 | 17  | 12  | +5  |
| 4                  | Adler Mannheim    | 8 | 14  | 3 | 2   | 1   | 2 | 21  | 21  | 0   |
| 5                  | ZSC Lions         | 8 | 12  | 4 | 0   | 0   | 4 | 21  | 19  | +2  |
| 6                  | ERC Ingolstadt    | 8 | 10  | 3 | 0   | 1   | 4 | 22  | 25  | -3  |
| 7                  | EV Zug            | 8 | 5   | 1 | 1   | 0   | 6 | 14  | 30  | -16 |
| 8                  | HIFK              | 8 | 4   | 1 | 0   | 1   | 6 | 16  | 31  | -15 |
| Dywizja Południowa |                   |   |     |   |     |     |   |     |     |     |
| Lp.                | Zespół            | M | Pkt | W | WpD | PpD | P | G + | G – | +/− |
| 1                  | JYP               | 8 | 19  | 6 | 0   | 1   | 1 | 30  | 19  | +11 |
| 2                  | Slovan Bratysława | 8 | 16  | 5 | 0   | 1   | 2 | 31  | 25  | +6  |
| 3                  | Linköpings HC     | 8 | 16  | 5 | 0   | 1   | 2 | 27  | 22  | +5  |
| 4                  | Sparta Praga      | 8 | 14  | 3 | 2   | 1   | 2 | 28  | 21  | +7  |
| 5                  | HV71              | 8 | 11  | 3 | 1   | 0   | 4 | 28  | 25  | +3  |
| 6                  | Vienna Capitals   | 8 | 9   | 2 | 1   | 1   | 4 | 23  | 24  | -1  |
| 7                  | KalPa             | 8 | 7   | 2 | 0   | 1   | 5 | 17  | 28  | -11 |
| 8                  | Piráti Chomutov   | 8 | 4   | 0 | 2   | 0   | 6 | 19  | 39  | -20 |

| Dywizja Północna  |                         |   |     |   |     |     |   |     |     |     |
| Lp.               | Zespół                  | M | Pkt | W | WpD | PpD | P | G + | G – | +/− |
| 1                 | Luleå                   | 8 | 19  | 6 | 0   | 1   | 1 | 22  | 14  | +8  |
| 2                 | EC Red Bull Salzburg    | 8 | 14  | 4 | 1   | 0   | 3 | 26  | 23  | +3  |
| 3                 | HC Pilzno 1929          | 8 | 13  | 3 | 1   | 2   | 3 | 17  | 17  | 0   |
| 4                 | HC Kometa Brno          | 8 | 12  | 2 | 3   | 0   | 3 | 20  | 19  | +1  |
| 5                 | Kärpät                  | 8 | 12  | 4 | 0   | 0   | 4 | 19  | 21  | -2  |
| 6                 | Hamburg Freezers        | 8 | 10  | 3 | 0   | 1   | 5 | 28  | 27  | +1  |
| 7                 | Eisbären Berlin         | 8 | 10  | 3 | 0   | 1   | 5 | 21  | 25  | -4  |
| 8                 | HC Czeskie Budziejowice | 8 | 6   | 2 | 0   | 0   | 6 | 20  | 27  | -7  |
| Dywizja Wschodnia |                         |   |     |   |     |     |   |     |     |     |
| Lp.               | Zespół                  | M | Pkt | W | WpD | PpD | P | G + | G – | +/− |
| 1                 | Djurgården              | 8 | 18  | 5 | 1   | 1   | 1 | 26  | 20  | +6  |
| 2                 | TPS                     | 8 | 13  | 3 | 1   | 2   | 2 | 23  | 22  | +1  |
| 3                 | Brynäs                  | 8 | 13  | 4 | 0   | 1   | 3 | 20  | 24  | -4  |
| 4                 | Tappara                 | 8 | 12  | 3 | 1   | 1   | 3 | 24  | 22  | +2  |
| 5                 | HC Pardubice            | 8 | 12  | 3 | 1   | 1   | 3 | 22  | 20  | +2  |
| 6                 | Fribourg-Gottéron       | 8 | 11  | 2 | 2   | 1   | 3 | 23  | 24  | -1  |
| 7                 | Bílí tygři Liberec      | 8 | 9   | 3 | 0   | 0   | 5 | 26  | 27  | -1  |
| 8                 | SC Bern                 | 8 | 8   | 2 | 1   | 0   | 5 | 19  | 24  | -5  |

## Turniej finałowy

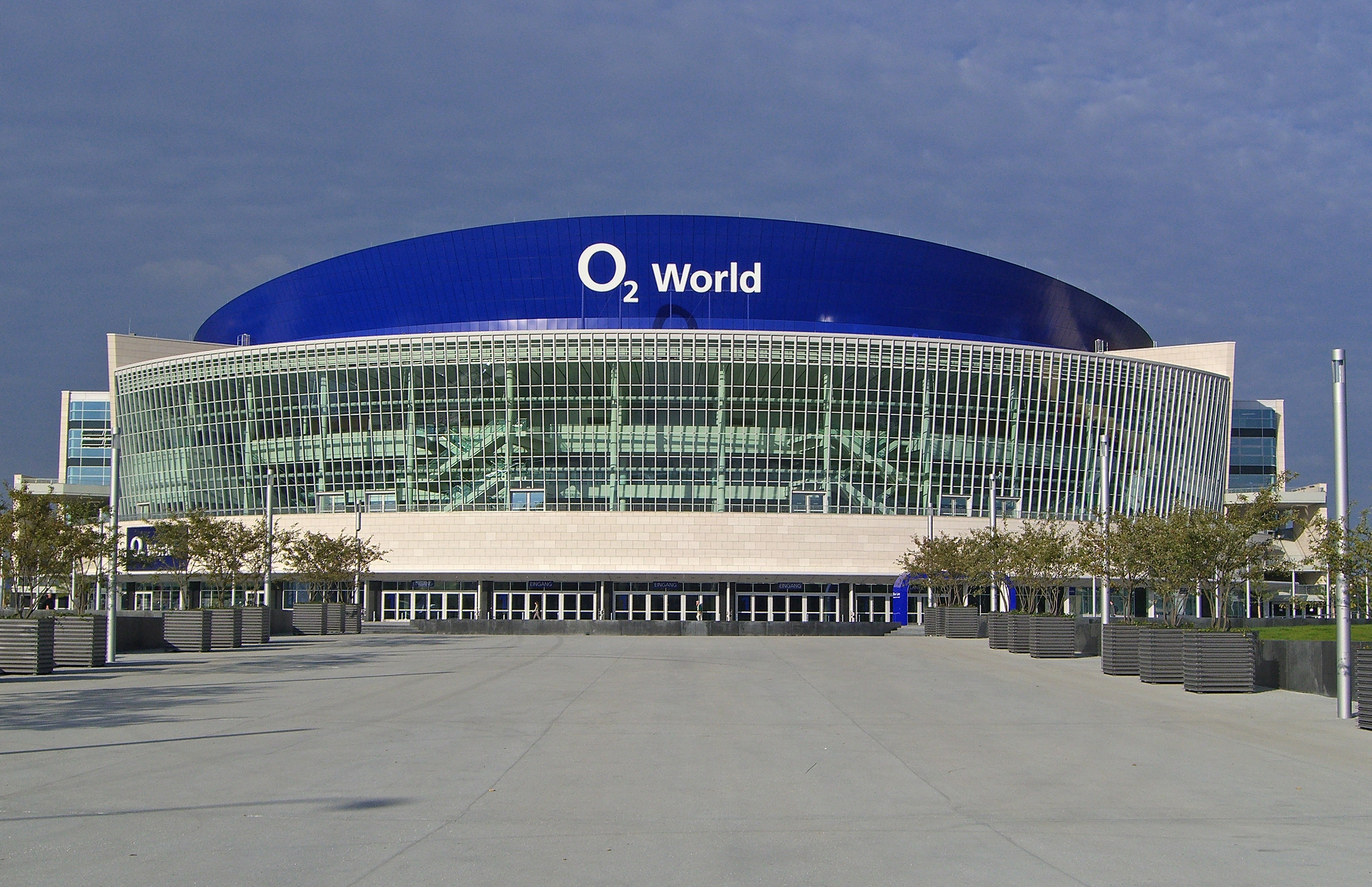
O2 World

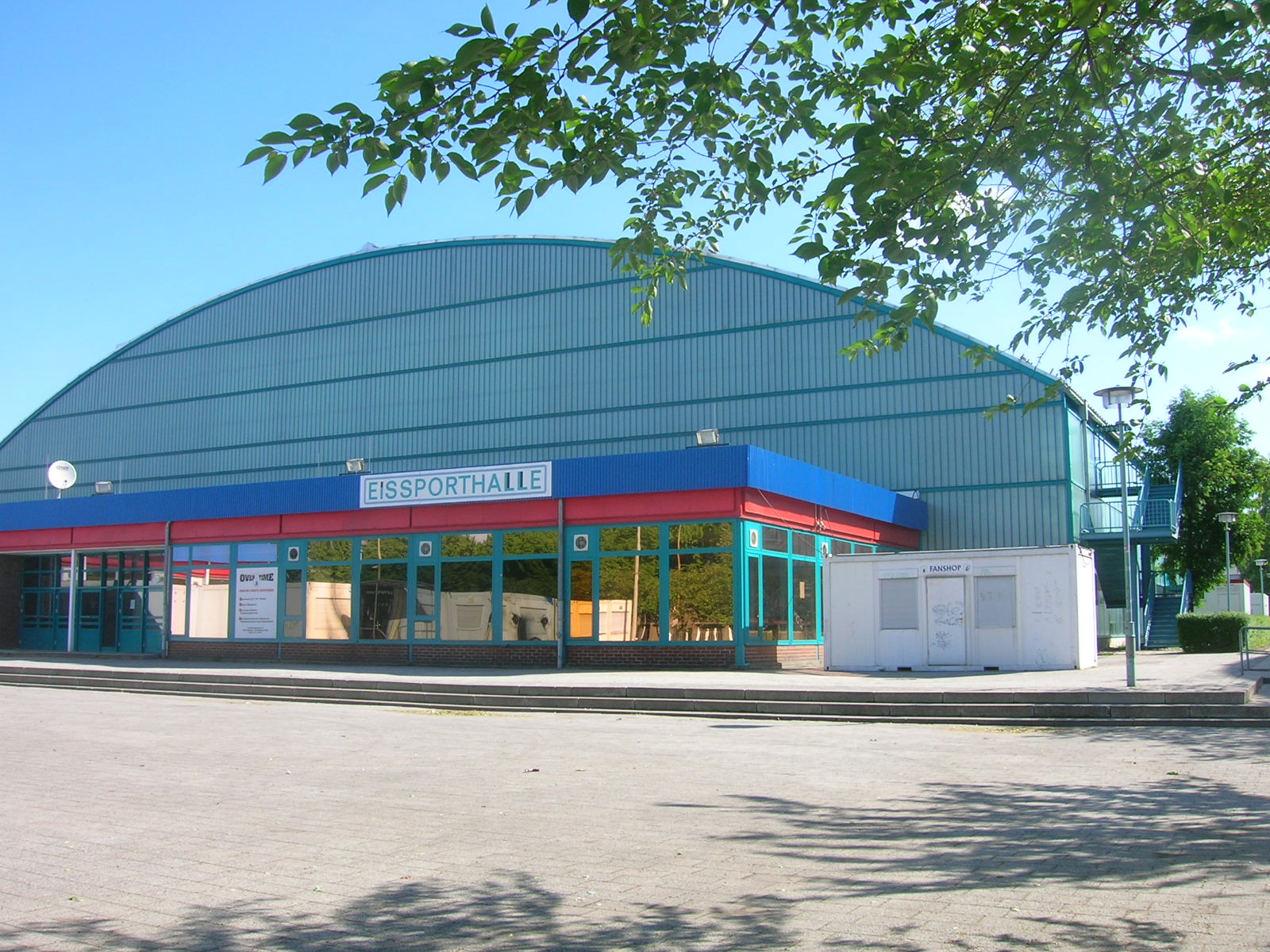
Wellblechpalast

Turniej finałowy znany jako Red Bulls Salute rozegrany zostanie w Berlinie w halach: Wellblechpalast, gdzie odbędzie się pierwszy dzień turnieju oraz w O2 World Berlin, gdzie odbędzie się pozostała część turnieju, w tym spotkanie finałowe. w dniach 19–22 grudnia 2013. Zmieniono format rozgrywania turnieju. Zmniejszono liczbę uczestników z poprzedniej 8 do 6 oraz wprowadzono fazę grupową w której zespoły został podzielone na dwie trzyzespołowe grupy. Zwycięzcy grupy awansowali do finału rozgrywek, zaś pozostałe drużyn kończą udział w turnieju.

### Wybór gospodarza
W porównaniu do poprzednich edycji po raz pierwszy finałowa faza rozgrywek nie została rozegrana w Austrii, również lista miast gospodarzy została zmniejszona z dwóch do jednego. W ankiecie na Facebooku fanów rozgrywek najczęściej na organizatora finałowych rozgrywek wymieniano Berlin oraz Pardubice. Ostatecznie gospodarzem wybrano stolicę Niemiec jako organizatora turnieju finałowego.

### Faza grupowa
9 września 2013 roku w hali O2 World Berlin odbyło się losowanie grup fazy grupowej turnieju finałowego. Do grupy A przydzielono: Färjestad, Frölunda oraz zespół gospodarzy Eisbären Berlin, zaś do grupy B: Djurgården, Luleå oraz JYP.
Tabela

     Drużyna awansowała do finału.
     Drużyna nie awansowała finału.
Grupa A
|                 | M | Z | Zd | Pd | P | G+ | G- | +/− | Pkt |
| --------------- | - | - | -- | -- | - | -- | -- | --- | --- |
| Färjestad       | 2 | 6 | 2  | 0  | 0 | 0  | 9  | 2   | +7  |
| Eisbären Berlin | 2 | 3 | 1  | 0  | 0 | 1  | 4  | 7   | -3  |
| Frölunda        | 2 | 0 | 0  | 0  | 0 | 2  | 5  | 9   | -4  |

Grupa B
|            | M | Z | Zd | Pd | P | G+ | G- | +/− | Pkt |
| ---------- | - | - | -- | -- | - | -- | -- | --- | --- |
| JYP        | 2 | 5 | 1  | 1  | 0 | 0  | 6  | 3   | +3  |
| Luleå      | 2 | 4 | 1  | 0  | 1 | 0  | 6  | 5   | +1  |
| Djurgården | 2 | 0 | 0  | 0  | 0 | 2  | 3  | 7   | -4  |

Wyniki
| 19 grudnia 2013 | Djurgården | 1:3 | JYP | Wellblechpalast, Berlin |

| Szczegóły      | Szczegóły              | Szczegóły       | Szczegóły                                                     | Szczegóły                                                                       |
| -------------- | ---------------------- | --------------- | ------------------------------------------------------------- | ------------------------------------------------------------------------------- |
| Godzina: 17:00 | M. Sörensen (EQ) 57:24 | (0:0, 0:3, 1:0) | 23:48 (EQ) J. Virtanen 24:48 (EQ) O. Palve 34:19 (SH) M. Wärn | Widzów: 1900 Sędzia główny: Morgan Johansson Sędziowie liniowi: Mikko Kaukokari |
| Godzina: 17:00 | 12 min. kar            |                 | 14 min. kar                                                   | Widzów: 1900 Sędzia główny: Morgan Johansson Sędziowie liniowi: Mikko Kaukokari |

| 19 grudnia 2013 | Färjestad | 5:2 | Frölunda | Wellblechpalast, Berlin |

| Szczegóły      | Szczegóły                                                                                            | Szczegóły       | Szczegóły                                   | Szczegóły                                                                    |
| -------------- | --- | --------------- | ------------------------------------------- | ---------------------------------------------------------------------------- |
| Godzina: 20:30 | M. Gulaš (EQ) 07:14 M. Gulaš (PP) 23:48 P. Åberg (EQ) 33:00 J. Nygård (EQ) 52:45 M. Gulaš (EN) 58:41 | (1:1, 2:1, 2:0) | 06:31 (PP) M. Kahnberg 39:11 (PP) R. Figren | Widzów: 1050 Sędzia główny: Sören Persson Sędziowie liniowi: Partick Sjöberg |
| Godzina: 20:30 | 26 min. kar                                                                                          |                 | 26 min. kar                                 | Widzów: 1050 Sędzia główny: Sören Persson Sędziowie liniowi: Partick Sjöberg |

| 20 grudnia 2013 | Luleå | 2:3 pk. | JYP | O2 World Berlin, Berlin |

| Szczegóły      | Szczegóły                                 | Szczegóły                 | Szczegóły                                                       | Szczegóły                                                                    |
| -------------- | ----------------------------------------- | ------------------------- | --------------------------------------------------------------- | ---------------------------------------------------------------------------- |
| Godzina: 17:00 | P. Ledin (PP) 03:19 R. Jonsson (EQ) 30:23 | (1:0, 0:1, 1:1, 0:0, 0:1) | 10:31 (EQ) M. Nenonen 27:48 (PP) É. Perrin 65:00 (SO) É. Perrin | Widzów: 2500 Sędzia główny: Gordon Schukies Sędziowie liniowi: Tobias Wehrli |
| Godzina: 17:00 | 10 min. kar                               |                           | 47 min. kar                                                     | Widzów: 2500 Sędzia główny: Gordon Schukies Sędziowie liniowi: Tobias Wehrli |

| 20 grudnia 2013 | Eisbären Berlin | 0:4 | Färjestad | O2 World Berlin, Berlin |

| Szczegóły      | Szczegóły   | Szczegóły       | Szczegóły                                                                           | Szczegóły                                                                      |
| -------------- | ----------- | --------------- | ----------------------------------------------------------------------------------- | ------------------------------------------------------------------------------ |
| Godzina: 20:30 |             | (0:0, 0:3, 0:1) | 20:40 (EQ) M. Gulaš 31:46 (PP) M. Gulaš 37:37 (PP) P. Åslund 57:16 (EQ) J. Connolly | Widzów: 3900 Sędzia główny: Mikko Kaukokari Sędziowie liniowi: Partick Sjöberg |
| Godzina: 20:30 | 43 min. kar |                 | 18 min. kar                                                                         | Widzów: 3900 Sędzia główny: Mikko Kaukokari Sędziowie liniowi: Partick Sjöberg |

| 21 grudnia 2013 | Luleå | 4:2 | Djurgården | O2 World Berlin, Berlin |

| Szczegóły      | Szczegóły                                                                                      | Szczegóły       | Szczegóły                                   | Szczegóły                                                                       |
| -------------- | ---------------------------------------------------------------------------------------------- | --------------- | ------------------------------------------- | ------------------------------------------------------------------------------- |
| Godzina: 17:30 | J. Sandström (PP) 28:21 N. Fogström (PP) 33:37 J. Sandström (PP) 49:16 K. Fabricius (EN) 59:52 | (0:0, 2:1, 2:1) | 38:49 (PP) M. Ahlén 57:34 (PP) M. Holmqvist | Widzów: 2600 Sędzia główny: Gordon Schukies Sędziowie liniowi: Morgan Johansson |
| Godzina: 17:30 | 12 min. kar                                                                                    |                 | 35 min. kar                                 | Widzów: 2600 Sędzia główny: Gordon Schukies Sędziowie liniowi: Morgan Johansson |

| 21 grudnia 2013 | Eisbären Berlin | 4:3 | Frölunda | O2 World Berlin, Berlin |

| Szczegóły      | Szczegóły                                                                             | Szczegóły       | Szczegóły                                                    | Szczegóły                                                                  |
| -------------- | ------------------------------------------------------------------------------------- | --------------- | ------------------------------------------------------------ | -------------------------------------------------------------------------- |
| Godzina: 20:30 | S. Lalonde (EQ) 27:14 M. Christensen (EQ) 27:37 M. Foy (EQ) 28:16 C. Braun (PP) 35:47 | (0:0, 4:2, 0:1) | 21:44 (EQ) R. Figren 31:33 (PP) M. Olimb 42:08 (EQ) A. Blidh | Widzów: 4200 Sędzia główny: Sören Persson Sędziowie liniowi: Tobias Wehrli |
| Godzina: 20:30 | 10 min. kar                                                                           |                 | 4 min. kar                                                   | Widzów: 4200 Sędzia główny: Sören Persson Sędziowie liniowi: Tobias Wehrli |

### Finał
| 22 grudnia 2013 | Färjestad | 1:2 | JYP | O2 World Berlin, Berlin |

| Szczegóły      | Szczegóły             | Szczegóły       | Szczegóły                                | Szczegóły                                                                    |
| -------------- | --------------------- | --------------- | ---------------------------------------- | ---------------------------------------------------------------------------- |
| Godzina: 20:15 | A. Grundel (SH) 31:30 | (0:1, 1:1, 0:0) | 08:25 (PP) M. Wärn 21:56 (EQ) M. Nenonen | Widzów: 3100 Sędzia główny: Gordon Schukies Sędziowie liniowi: Tobias Wehrli |
| Godzina: 20:15 | 24 min. kar           |                 | 10 min. kar                              | Widzów: 3100 Sędzia główny: Gordon Schukies Sędziowie liniowi: Tobias Wehrli |

## Klasyfikacje indywidualne
Na podstawie oficjalnych statystyk European Trophy 2013.
| - Klasyfikacja strzelców: 1. Milan Bartovič (Slovan) – 8 goli 2. Morten Madsen (Hamburg) – 8 goli 3. Marcus Sörensen (Djurgården) – 7 goli - Klasyfikacja asystentów: 1. Niklas Olausson (Luleå) – 9 asyst 2. Mathis Olimb (Frölunda) – 9 asyst 3. Yanick Lehoux (Adler) – 8 asyst - Klasyfikacja kanadyjska: 1. Marcus Sörensen (Djurgården) – 13 punktów 2. Chad Kolarik (Linköping) – 12 punktów 3. Jani Tuppurainen (JYP) – 12 punktów |  | - Klasyfikacja kanadyjska obrońców: 1. Martin Škoula (Slovan) – 8 punktów 2. Michal Sersen (Slovan) – 7 punktów 3. Sam Lofquist (Djurgården) – 7 punktów - Klasyfikacja skuteczności interwencji bramkarzy: 1. Leland Irving (Jokerit) – 97,35% 2. Danny Taylor (Färjestad) – 96,89% 3. Matěj Machovský (Pilzno) – 95,76% - Klasyfikacja średniej goli straconych na mecz bramkarzy: 1. Leland Irving (Jokerit) – 0,75 2. Danny Taylor (Färjestad) – 0,83 3. Joonas Korpisalo (Jokerit) – 1,01 |

Klasyfikacja European Star Award
W cyklu European Trophy wprowadzono punktację, której podstawą są nagrody dla trzech najlepszych zawodników przyznawane w każdym meczu turnieju. Zawodnik uznany pierwszą gwiazdą spotkania otrzymuje trzy punkty, druga gwiazda meczu – dwa punkty, a trzecia gwiazda meczu – jeden punkt. Suma punktów przedstawia klasyfikację European Star Award.
1. Mika Pyörälä (Kärpät) – 12
2. Tuomas Tarkki (JYP) – 12
3. Matt Zaba (Vienna) – 10